# Liga Italiana de Voleibol
La Liga italiana de voleibol es la principal competición entre equipos de voleibol de Italia. El torneo consta de ligas (divisiones) interconectadas entre sí, cuya máxima categoría es la SuperLega. Al término de cada temporada y en función de los resultados obtenidos, los equipos participantes pueden ascender o descender de división.
Esta es una de las principales ligas de Europa y del mundo. 
El torneo de las dos primeras divisiones (A1 y A2) es organizado por Lega Pallavolo Femminile clubes de la Serie A consorcio afiliado a la Federación Italiana de Voleibol (FIPAV) y ocupa su campeón de la Liga de Campeones de Europa .
los derechos de emisión en Brasil pertenecen a Bandsports en cerrado de televisión 

## Historia
- La Serie A1, desde la temporada 2009/2010 reúne a 12 equipos consta de dos fases:

- Temporada regular: se divide en dos turnos; los 12 equipos participantes se enfrentan entre sí una sola vez en cada turno. Los juegos de la segunda vuelta se realizar en el mismo orden del primero, sólo con el mando de campo invertido. Al final de esta fase de los ocho equipos con mejor índice técnico califican para la repesca; las dos peores son rebajadas para la Serie A2;
- Play-offs: cuartos de final-estructuradas, semifinales y final en el sistema de eliminación. El equipo ganador de esta fase es el Scudetto y el título de Campeón de Italia de voleibol.

Los ocho equipos con el mejor contenido técnico de la primera ronda de la temporada regular están calificados para la Copa de Italia Serie A1 .
Los equipos mejores colocados en la Serie A1 y en la Copa de la Serie A1 se clasificaron para las competiciones europeas:
- Champions League : campeón italiano, italiano segundo lugar y el primer lugar de la temporada regular;
- Copa Challenge : el segundo lugar de la temporada regular;
- Copa CEV : El ganador de la Copa de Italia.

## Estructura
Se divide en dos categorías:
- Serie A1
- Serie A2

El ganador de la Serie A1 es el titular del Campeón y el título de Campeón de Italia. Organizada por la Liga Femenina de Voleibol A-League de acuerdo con las directivas de FIPAV, la competencia llegó, con el comienzo de la temporada 2012-13 , a su 68.ª edición.

## Divisiones inferiores
El campeonato de la Serie B es organizado por la Lega Nazionale Pallavolo; las series C y D son administradas por comisiones regionales de la FIPAV. Y finalmente, los torneos de menores de la primera, segunda y tercera divisiones y de libre inscripción son organizados por comités provinciales de la FIPAV.